# Вахитова, Альфинур Зариповна
Альфинур Зариповна Вахитова (20 ноября 1931, Мелеузовский район, Башкирская АССР — 20 мая 2021, Уфа) — башкирская поэтесса и журналистка. Заслуженный работник культуры Башкирской АССР (1986).

## Биография
Вахитова (Ахмалетдинова) Альфинур Зариповна родилась 20 ноября 1931 года в д. Кильтеево Мелеузовского района Башкирской АССР.
После окончания Юмагузинской башкирской средней школы один год работала в амбулатории Юмагузинской районной больницы.
Училась в Центральной комсомольской школе при ЦК ВЛКСМ.
Работала с 1953 по 1956 год в школах Мелеузовского района Башкирской АССР, в 1958 году — в газете «Совет Башкортостаны», в 1959—1993 годах — в газете «Йэншишмэ». Решив посвятить себя медицине, поступила в 1956 году в Салаватское медицинское училище. Окончив училище, она поступила и в 1959 году окончила курсы журналистики в Москве.

## Творчество
Первая книга стихов поэтессы «Сәскә ата гөлдәрем» («Цветут мои цветы») вышла в 1962 году.
Издала сборники стихов для детей «Күстәнәс» (1966; «Гостинец»), «Кем ғәйепле?» (1975; «Кто виноват?»), «Хат яҙа беләм» (1983; «Пишу письмо») и др.

### Книги
- Пиши письмо: стихи: на баш. яз. / А. З. Вахитова. — Уфа: Башкнигоиздат, 1983. — 26 с.
- Ғәли бабай баҡсаһы: әкиәттәр. — Өфө, 1986.
- Дуҫлыҡ утрауы: хикәйәләр, тәржемәләр, инсценировкалар һәм әкиәттәр. — Өфө, 2006. — 160 с.
- Я не ветреный…: [стихи] / А. З. Вахитова // Антология поэзии Башкортостана. Голоса веков. — Уфа: Китап, 2007.

## Награды и звания
- Заслуженный работник культуры Башкирской АССР (1986).

## Комментарии
1. ↑  Деревня Кильтеево (Ялманово) с 1770-х годов находилась на правом берегу р. Белая, напротив д. Юмагузино[2]. В 1859 году в ней проживал 61 человек, в 1920-е — 137 человек[3]. В последующем входила в состав Сарышевского сельсовета Мелеузовского района; исключена из учётных данных 31.10.1968[4].